# Oude Mauritiuskerk
De Oude Mauritiuskerk, ook wel de Nederlands Hervormde kerk, is een protestantse kerk in de Nederlandse plaats Silvolde. Op de locatie van de kerk is rond 1100 een kapel opgebouwd uit oersteen. Deze werd rond 1240 verbouwd tot de huidige kerk, die werd gewijd aan Mauritius. De kerk viel onder Bisdom Münster en ging in 1570 over naar het Bisdom Deventer. Tijdens de reformatie ging de kerk over van de rooms-katholieken naar de protestanten. De katholieken zouden later weer een eigen kerk bouwen, de nabijgelegen Sint-Mauritiuskerk.
De eenbeukige zaalkerk heeft aan de westzijde een brede, vierkante kerktoren, bestaande uit twee geledingen. Als bekroning had de toren een ingesnoerde naaldspits, waarbij het bovenste gedeelte in de 18e eeuw is vervangen. Hierdoor is de toren een afgeknotte torenspits geworden, met bovenop een lantaarn. Het schip maakte deel uit van de oorspronkelijke kapel. Het koor, met 3/8e sluiting, is hoger dan het schip, en stamt waarschijnlijk uit de 15e eeuw. In deze gevel zijn drie spitsboogvensters verwerkt. In de kerk is een orgel aanwezig van Carl Friedrich August Naber, dat in 1974 uitvoerig is gerestaureerd. Het uurwerk in de toren is afkomstig van Van Bergen. De preekstoel en twee herenbanken in de kerk zijn uit de 17e eeuw.
De kerk is in 1966 aangewezen als rijksmonument.

## Galerij

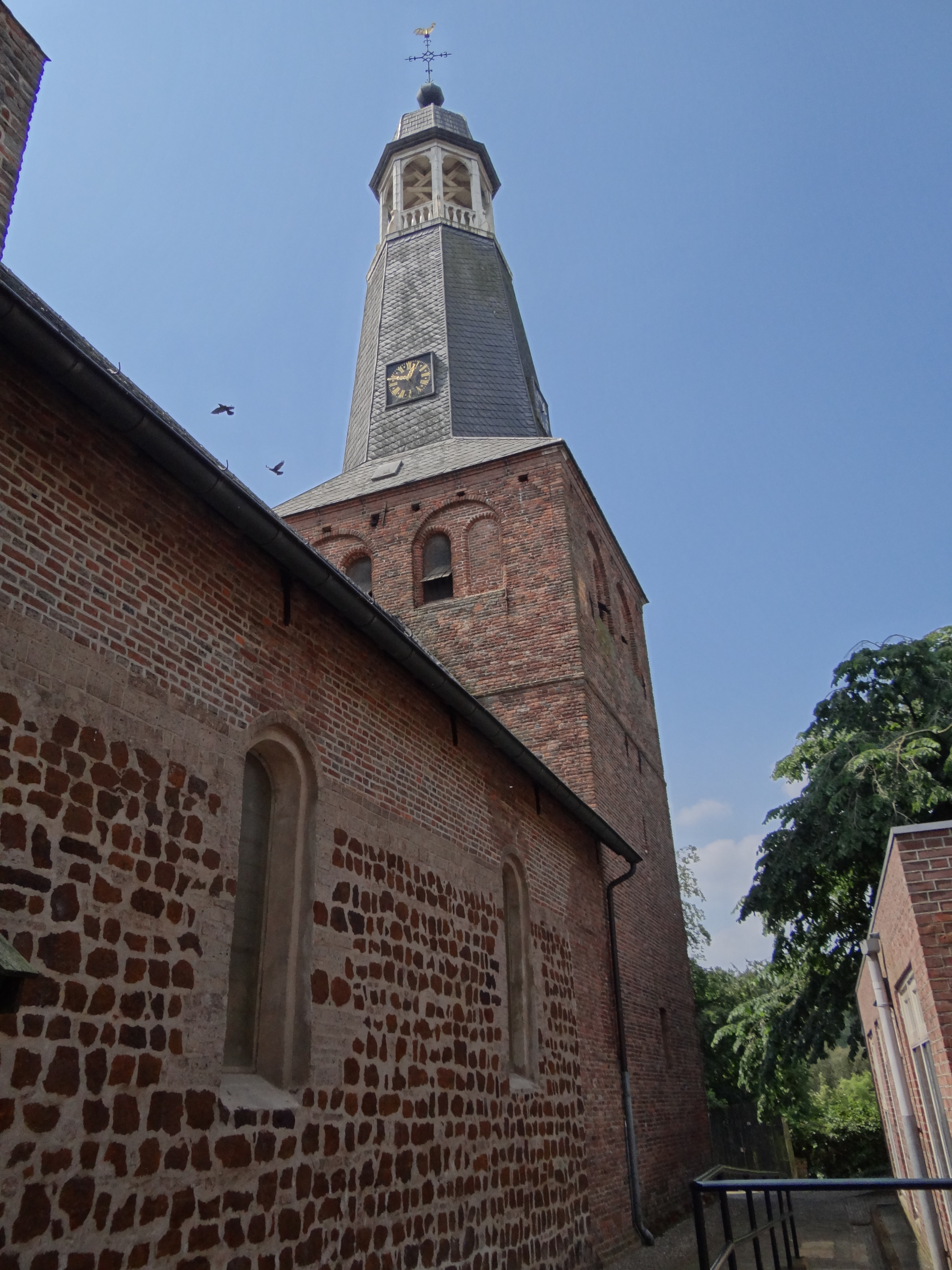
Zijaanzicht
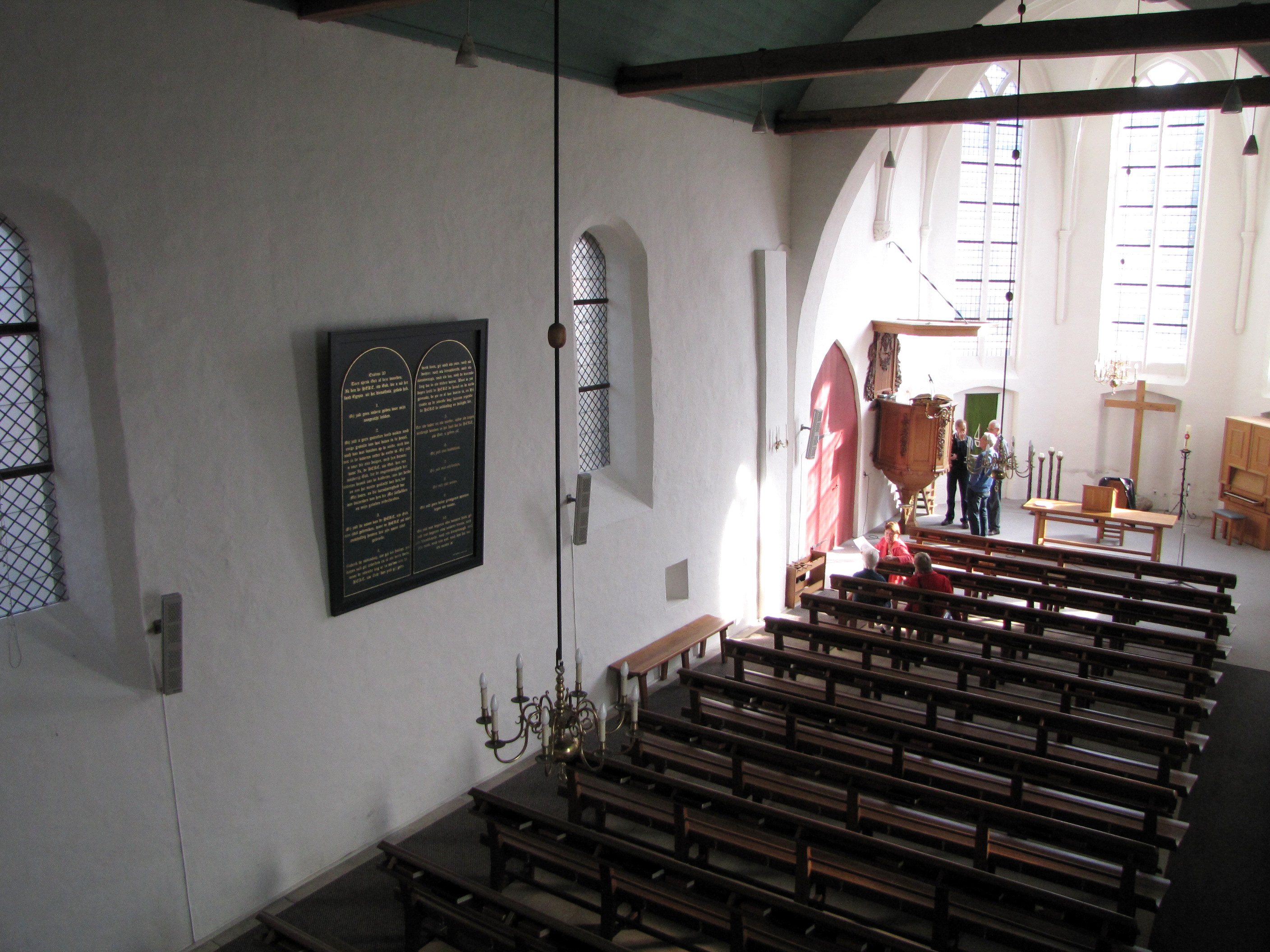
Interieur met zicht op het koor
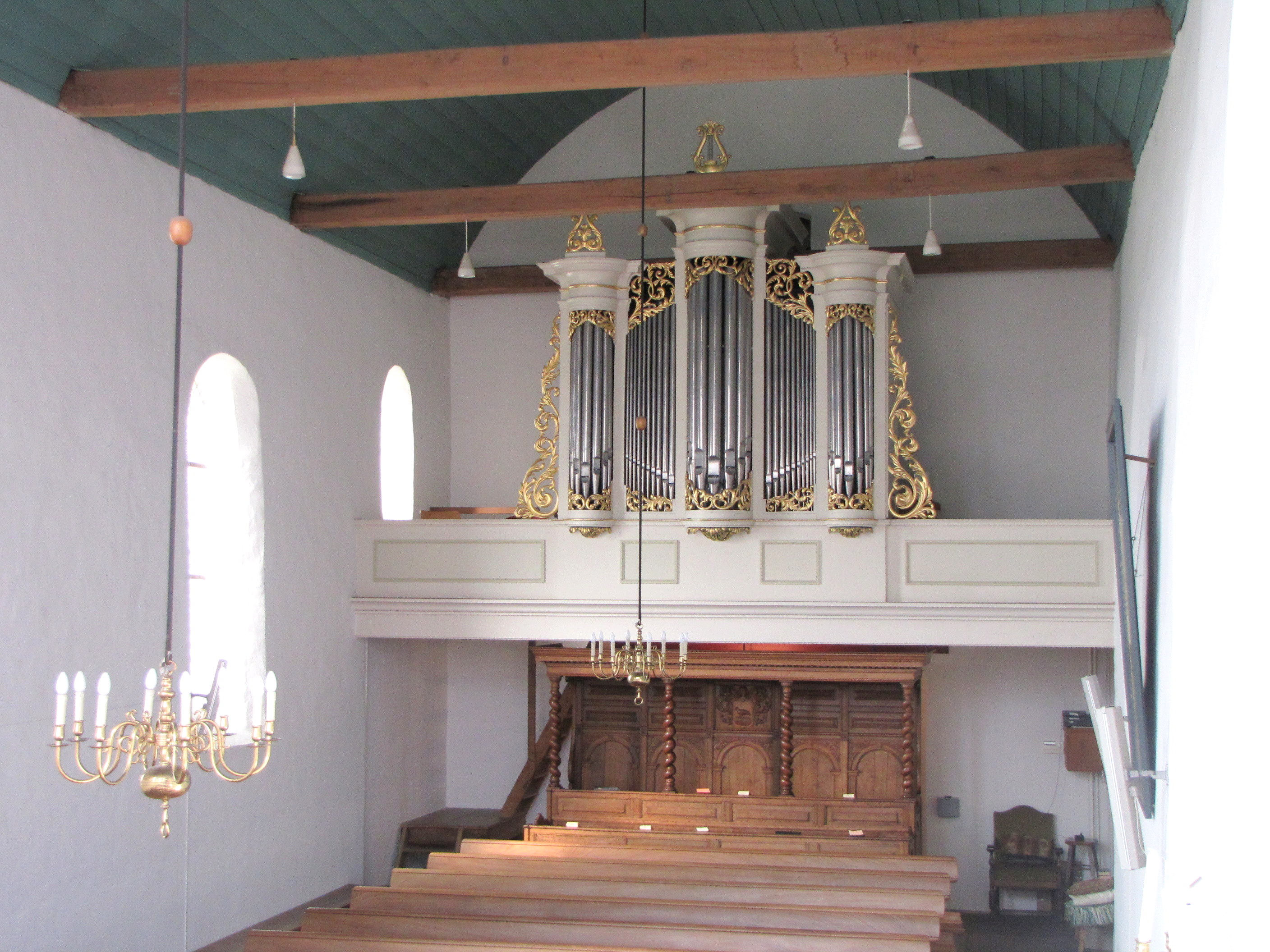
Kerkorgel
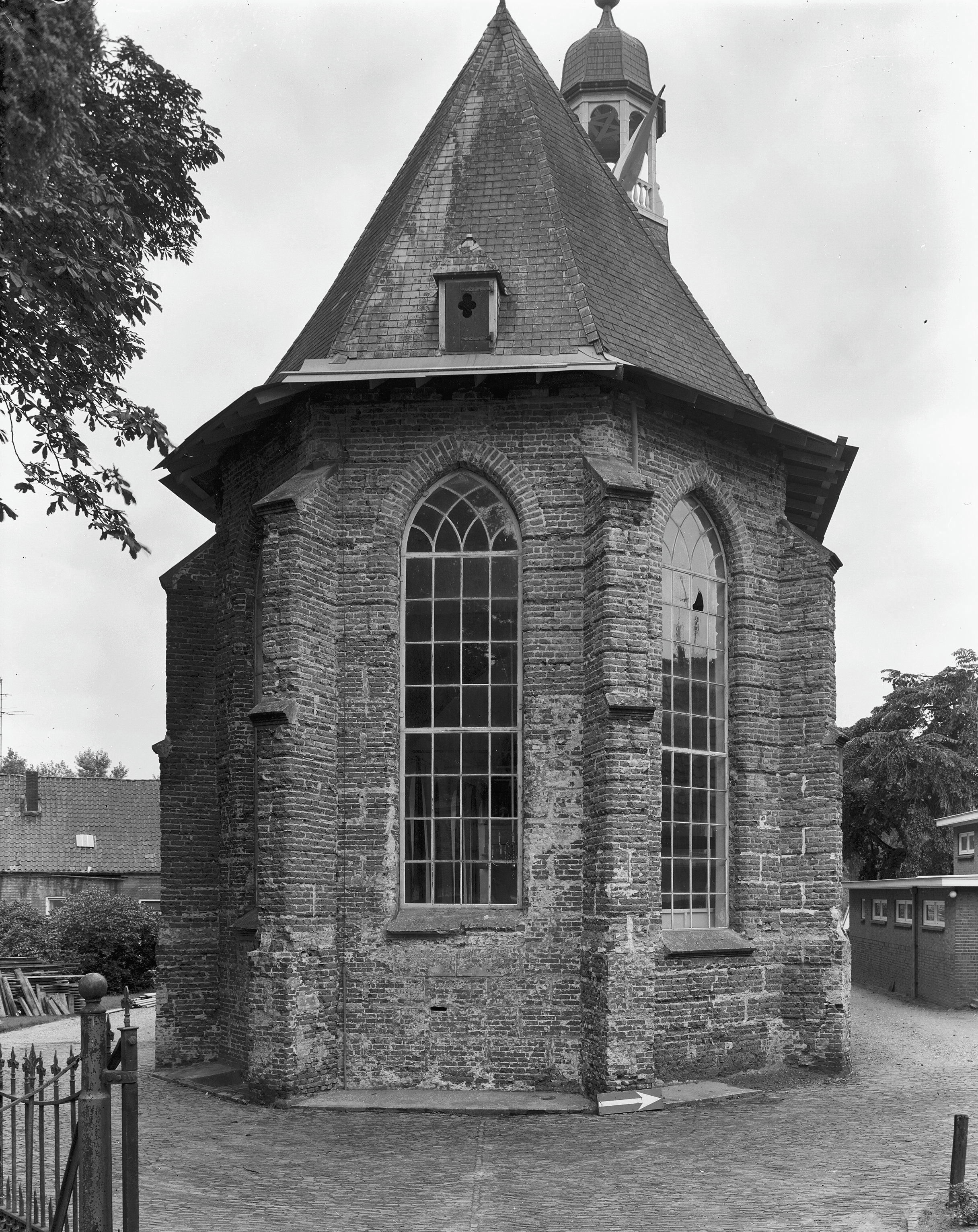
Buitenzijde koor (1968)

1. ↑  http://rijksmonumenten.nl/monument/39085/oude-mauritiuskerk/silvolde/